# 台东青葙
台东青葙（学名：Celosia taitoensis），又名台湾青葙，为苋科青葙属下的一个种。

## 扩展阅读
- 維基物種上的相關：台东青葙